# Bata, Guinea Xích Đạo
Bata (phát âm tiếng Tây Ban Nha: [ˈbata]) là một thành phố cảng toạ lạc tại tỉnh Litoral, Guinea Xích Đạo. Với dân số ước tính năm 2005 là 173.046 người, đây là thành phố lớn nhất của quốc gia này. Bata nằm trên bờ biển vùng Río Muni giáp với Đại Tây Dương. Bata trước đây là thủ đô của Guinea Xích Đạo, hiện là một trung tâm vận tải và thương cảng, từ đây có thể đi phà đến Malabo và Douala, trong khi các hành khách có thể hạ cánh tại Sân bay Bata. Bata còn được biết đến nhờ lối sống về đêm và các khu chợ.

## Lịch sử
Sau các cuộc bạo động chống Tây Ban Nha năm 1969, số lượng người châu Âu cư trú tại Bata suy giảm đáng kể, kéo theo đó là tình trạng kinh tế đình trệ nghiêm trọng kéo dài đến đầu những năm 1980.
Sự khai phá và phát triển ngành dầu mỏ của đất nước vào cuối những năm 1980 và 1990 đã thúc đẩy sự phát triển của thành phố.
Ngày 7 tháng 3 năm 2021, thành phố hứng chịu một loạt vụ nổ khiến ít nhất 105 người thiệt mạng và hơn 615 người khác bị thương. Phần lớn các tòa nhà trong thành phố đều bị hư hại.

## Kinh tế
Bata có một trong những cảng biển sâu nhất trong khu vực. Tuy nhiên, Bata lại không có cảng tự nhiên. Vì vậy, chính quyền đã cho xây dựng cầu cảng để tạo điều kiện thuận lợi cho việc vận chuyển hàng hóa của tàu thuyền. Các mặt hàng xuất khẩu chính của thành phố là gỗ và cà phê.